# Бредфорд
Бре́дфорд (англ. Bradford) — місто в Англії, у Західному Йоркширі (Західний Райдінг), біля східних схилів Пеннінських гір. У 1950-х роках найбільша в Англії українська громада (близько 1400 осіб), відділи Союзу Українців Британії та Об'єднання Українців, парафії обох українських церков.
Населення 293,7 тис. мешканців (2006). Залізничний вузол. Великий центр шерстяної (особливо суконної) промисловості. У місті працюють хімічні, машинобудівні, шкіряні підприємства. Разом з Лідсом і прилеглими містами Бредфорд утворює міську агломерацію Західний Йоркшир з чисельністю населення більше 1 700 000 осіб і є значним промисловим центром та транспортним вузлом країни. Міжнародний аеропорт «Лідс-Бредфорд» розташований на північний схід від міста.

## Населення
- 1950—294 тис.[2]
- 1958 — 287,8 тис.
- 2006 — 293,7 тис.

У Бредфорді зародився відомий британський гурт Smokie.

## Відомі особистості
У місті народились:
- Вільям Карр Крофтс (1846—1894) — британський піонер кінематографу, підприємець і архітектор
- Ернст Вільгельм Боле (1903—1960) — партійний і державний діяч Третього рейху
- Пет Патерсон (1910-1978) — британська і американська актриса
- Стюарт Голройд (* 1933) — британський письменник.
- Глорія Де П'єро (* 1972) — британська журналістка та політик.

У місті померли:
- Олександр Малиновський (1889—1957) — священник, церковний і громадський діяч, член УГВР.
- Смерека Віра Євгенівна (1923—2010) — українська письменниця, громадська діячка.